# Rigsvåben
Et rigsvåben (national- eller statsvåben) er et våbenskjold eller tilsvarende kendetegn, der repræsenterer en selvstændig stat. I modsætning til nationalflag, der typisk symboliserer nationen og i Danmark kan anvendes af alle, er anvendelsen af statsvåben ofte forbeholdt statslige myndigheder.

## Heraldiske statsvåbener
I Europa er rigsvåbener ofte identiske med eller afledt af en tidligere fyrsteslægts våbenmærke, der med tiden er gledet over til ikke kun at symbolisere fyrsteslægten, men også de landområder, slægten herskede over. Det er tilfældet i f.eks. Danmark, Norge, Tyskland og Bulgarien. I Europa er de fleste rigsvåbener opbygget efter heraldisk tradition, men f.eks. Italien og Makedonien benytter symboler, der ikke er skabt efter heraldisk tradition.
Et rigsvåben opbygget efter heraldisk tradition består af en centralt placeret figur i et skjold. Derudover kan våbnet omgives af en kongekrone, skjoldholdere, våbentelt eller lign. Mens for eksempel Tyskland, Polen og Schweiz anvender enkle statsvåbener uden figurer uden for skjoldet, anvender fx Holland yderst komplicerede våben med en lang række figurer uden for skjoldet.
Et heraldisk rigsvåben findes i flere varianter. I Sverige benyttes betegnelserne "store" og "lille" rigsvåben: staten anvender et skjold med tre kroner med en kongekrone over og kongefamilien anvender et våben med skjold inddelt i flere felter, våbentelt og skjoldholdere. I Storbritannien har  rigsvåbnet forskellig betydning,  med egne nationale elementer i England og i Skotland.
Uden for Europa er heraldiske statsvåbener ikke så udbredte, da disse lande ikke har haft en særlig heraldisk tradition eller har ønsket at distancere sig fra de tidligere koloniherrer. Dog anvender nuværende og tidligere Commonwealth-lande ofte statsvåbener efter britisk forbillede.
- Australiens rigsvåben
- Finlands rigsvåben
- Storbritanniens rigsvåben (som benyttede i England, Wales og Nordirland)
- Storbritanniens rigsvåben (som benyttede i Skotland)

## Statssegl
En anden udbredt form for statsvåben er det såkaldte statssegl, der bygger på segl beregnet til at lave aftryk i voks eller lak. Seglformede statsvåben er så godt som altid cirkelrunde, og indeholder ofte en indskrift langs kanten.
- Comorernes statsvåben
- Nicaraguas statsvåben
- USA's store segl

## Østasiatiske statsvåbener
Den japanske pendant til et heraldisk våbenmærke er  mon (jap. 紋, "tegn" eller "emblem"). De fleste mon er ensfarvede og gengiver højt stiliserede planter eller dyr inden for en cirkel. Denne tradition videreføres af flere østasiatiske lande. Japan anvender kejserfamiliens krysantemum-mon som statsvåben, og Kinas socialistiske våben viderefører den runde form.
- Japans kejser- og statsvåben
- Republikken Kinas statsvåben
- Sydkoreas statsvåben

## Socialistiske statsvåbener
Et såkaldt kommunistisk (eller socialistisk) statsvåben er opbygget efter ikkeheraldiske regler, og er teknisk set ikke noget "våben". De kommunistiske våbener er inspireret af Sovjetunionens våben fra 1923. De er opbygget efter en cirkulær eller oval grundform, indrammet af en krans, typisk af korn eller andre landbrugsprodukter, omvundet med et bånd i rødt eller nationalfarverne. Der er ofte skrevet et motto eller landets navn på dette bånd. De socialistiske våbener indeholder ofte symboler på fremskridt, arbejde og kamp eller på kommunismen. Således indeholdt Sovjetunionens våben hammer og segl, DDR's indeholdt en hammer og en passer, Rumæniens indeholdt et bjerglandskab med et olieboretårn og Nordkoreas indeholder en dæmning. Derudover er den røde stjerne og den opstigende sol så godt som faste elementer i socialistiske statsvåbener.
På trods af navnet er det ikke alle kommunistiske lande, der anvendte kommunistiske statsvåbener. Cuba bibeholdt statsvåbenet fra før revolutionen, Polen brugte sit gamle våben med den ene modifikation at den hvide ørns krone blev fjernet, og Tjekkoslovakiet anvendte et våben, hvor det nye styres ideologi blev symboliseret ved at anbringe den traditionelle bøhmiske løve i et såkaldt hussiterskjold (der blev anvendt af menige fodfolk). Endvidere er "kommunistiske våbener" ikke begrænset til kommunistiske lande, for eksempel anvender Italien et statsvåben bygget over samme grundprincipper, og Nepal antog i 2006 et statsvåben efter socialistisk forbillede.
Et eksempel på et kommunistisk våben i anvendelse i dag er Folkerepublikken Kinas.
- USSR's statsvåben
- Folkerepublikken Kinas statsvåben
- Italiens statsvåben
- Makedoniens statsvåben

## Andre statskendetegn
Da der er stor international variation i statsvåbener, lader nogle sig ikke indplacere i de ovennævnte kategorier.
- Det franske statsemblem
- Det iranske statsemblem
- Saudi-Arabiens statsvåben
- Tyrkiets statsvåben

## Juridisk beskyttelse af statsvåbener
Et rigsvåben kan konkret gengives mere eller mindre naturalistisk eller stiliseret. Uanset gengivelsens udførsel regnes et rigsvåben som et beskyttet symbol iht. straffelovens § 132, som forbyder gengivelse af statskendetegn på måder, som kan føre til forveksling med officielle skrivelser og lign.

## Danmarks rigsvåben
Danmarks rigsvåben findes i flere udgaver med forskellig brug. Siden 1960 bruger staten og dennes myndigheder det såkaldte statsvåbenet, der består af et gyldent skjold med tre blå løver omgivet af ni røde hjerter. Hertil findes også det noget mere komplicerede kongevåben, der indeholder to vildmænd på en piedestal, der holder et firedelt skjold med adskillige symboler, hvori statsvåbenet indgår som et delelement. Kongevåbenet blev indtil 1959 betegnet som "det store rigsvåben" og brugtes på lige fod med det "lille" rigsvåben, men fra 1960 og frem er det forbeholdt kongehuset.
Det danske rigsvåben anvendes af statslige myndigheder, for eksempel politiet og Folketinget (der dog bruger våbenet uden kongekrone).